# Saint-Remy-sur-Bussy
Saint-Remy-sur-Bussy è un comune francese di 354 abitanti situato nel dipartimento della Marna nella regione del Grand Est.

## Società

### Evoluzione demografica
Abitanti censiti